# Cydistomyia avida
Cydistomyia avida är en tvåvingeart som beskrevs av Jacques-Marie-Frangile Bigot 1892. Cydistomyia avida ingår i släktet Cydistomyia och familjen bromsar. Inga underarter finns listade i Catalogue of Life. Arten förekommer i Australien. 